# Bernhard af Italien
Bernhard (født 797, død 17. april 818), søn af kong Pippin Konge af Italien (Rex Langobardorum) fra 810 til 818. 